# 納希爾內 (波爾塔瓦州)
49°27′2″N 34°1′15″E / 49.45056°N 34.02083°E
納希爾內（羅馬化：Nahirne）是烏克蘭中部的村莊，隸屬波爾塔瓦州的波爾塔瓦區。該村距離波蒂喬克2公里，海拔高度120米，2001年人口27。